# Pedagógerek
A Pedagógerek (eredeti cím: Teachers) 2016 és 2019 között futott amerikai televíziós sorozat. A műsor alkotója a The Katydids formáció (akiknek mind Katy a keresztneve), a történet pedig egy chicagói általános iskola hat tanárnőjének mindennapjaiba enged betekintést. A főbb szereplők közt megtalálható Caitlin Barlow, Katy Colloton, Cate Freedman, Kate Lambert és Katie O'Brien.
A sorozatot az Amerikai Egyesült Államokban a TV Land adta 2016. január 13. és 2019. március 19. között. Magyarországon a Comedy Central mutatta be 2018. szeptember 2-án.

## Cselekmény
A sorozat helyszíne a kitalált Millard Fillmore Általános Iskola Chicagóban, ahol a történet középpontjában lévő hat tanárnő is dolgozik. Köztük van a liberális eszméket valló Cecilia, a nárcisztikus és mindig a külsejével törődő Chelsea, a lusta és droghasználó AJ, a reménytelenül romantikus Caroline, a konzervatív és naív Mary Louise, valamint az antiszociális Deb. A hat tanár próbálja ellátni feladatait a Pearson igazgató által vezetett iskolában, miközben a magánéleti gondjaikkal is meg kell kűzdeniük.

## Szereplők
| Szereplő               | Színész              | Magyar hang |
| ---------------------- | -------------------- | ----------- |
| Cecilia Cannon         | Caitlin Barlow       |             |
| Chelsea Snap           | Katy Colloton        |             |
| Anna Jane "AJ" Feldman | Cate Freedman        |             |
| Caroline Watson        | Kate Lambert         |             |
| Mary Louise Bennigan   | Katie O’Brien        |             |
| Deb Adler              | Kathryn Renée Thomas |             |
| Toby Pearson           | Tim Bagley           |             |
| James "Hot Dad" Colton | Ryan Caltagirone     |             |
| Marty Crumbs           | Eugene Cordero       |             |
| Blake Colton           | Trevor Larcom        |             |
| David                  | Zackary Arthur       |             |
| Beth                   | Cheyenne Nguyen      |             |
| Annie                  | Lulu Wilson          |             |
| Tiffany                | Siena Agudong        |             |

## Epizódok
| Évad | Évad | Epizódok | Eredeti sugárzás | Eredeti sugárzás  | Eredeti adó | Magyar sugárzás     | Magyar sugárzás      | Magyar adó     |
| Évad | Évad | Epizódok | Évadpremier      | Évadfinálé        | Eredeti adó | Évadpremier         | Évadfinálé           | Magyar adó     |
| ---- | ---- | -------- | ---------------- | ----------------- | ----------- | ------------------- | -------------------- | -------------- |
|      | 1    | 10       | 2016. január 13. | 2016. március 16. | TV Land     | 2018. szeptember 2. | 2018. szeptember 30. | Comedy Central |
|      | 2    | 20       | 2017. január 17. | 2018. január 16.  | TV Land     | 2024. március 11.   | 2024. április 16.    | Comedy Central |
|      | 3    | 20       | 2018. június 5.  | 2019. március 19. | TV Land     | 2024. április 17.   | 2024. május 14.      | Comedy Central |